# Vratar (utvrda)
Vratar je srednjovjekovna utvrda u blizini današnjeg naselja Borovci pored Metkovića. Nalazi se na brdu Gradina pored ceste Metković – Nova Sela – Vrgorac. Proglašena je kulturnim dobrom Republike Hrvatske. Bila je dijelom ondašnje župe Luka.
Utvrda je nepravilna peterokuta s većom kulom na sjeveru te manjom na zapadnu. Vanjski zid s istoka dug je oko 30 m, visok oko 2 m i debljine 1,15 – 1,35 m. Zidovi sa sjeverne i zapadne strane bolje su očuvani, a visoki su od četiri do pet metara. Velika kula (dimenzije 10 x 8,5 m) imala je ulaz s istočne strane i sastojala se od dviju prostorija. Maloj kuli (dimenzije 6 x 4 m) ulaz je s istoka. Obje su bile višekatnice. Na južnoj strani postojao je još jedan unutarnji zid kao ojačanje.
Iako ne postoje nikakvi podatci, Vratar je vjerojatno podignut krajem 14. st. kad su Radivojevići, Juraj i Vučić, postali glavnim zakupnicima Drijeva. Prvi spomen Vratara datira 12. kolovoza 1434.: прьво градь Вратарь с владаниемь и з дрьжаниемь с правими мејами и котари (vojvoda Juraj Vojsalić vraća braći Jurjevićima-Radivojevićima-Vlatkovićima stare posjede). Nakon toga više je spomena iz povelja i arhiva: 1444.: Vratar castello con lo contato et ha una gran gabella de sale (Ugovor o savezu aragonsko-napuljskoga kralja Alfonsa V. i hercega Stjepana Vukčića Kosače), 1448.: Castrum Breta (Povelja rimskoga kralja Fridriha III. hercegu Stjepanu Vukčiću), 1452.: У нашемь граду Вратару (sklapanje saveza Dubrovčana i Radivojevića-Jurjevića-Vlatkovića protiv hercega Stjepana Vukčića), 1453.: Vratar (Pismo dubrovačkoga kneza Vladislavu, hercegovu sinu), 1454.: Civitate Vratar cum pertinentiis suis (Povelja aragonsko-napuljskoga kralja Alfonsa V. hercegu Stjepanu), 1466.: Johannis Humski perpetui comitis de Wrathar ac vayvode terre Humie et de Hliuna (titula Ivaniša Vlatkovića). Vratar je zabilježen i na zemljovidima početkom 16. st.: 1507. autor Marco Benventanus i 1513. autor Martin Waldseemüller.
Prodor Turaka u Hercegovinu značio je i opasnost Vrataru. Prema M. Vegi i D. Mandiću Turci su zauzeli Vratar oko 1478. ali je moguće da su ga zauzeli 1472., godinu dana nakon turskoga osvajanja Počitelja, u isto vrijeme kad su Dubrovčani morali porušiti Brštanik nizvodno od Vratara.